# Bundesliga de 1976–77
A Primeira Divisão do Campeonato Alemão de Futebol da temporada 1976-1977, denominada oficialmente de Fußball-Bundesliga 1976-1977, foi a 14º edição da principal divisão do futebol alemão. O campeão foi o Borussia Mönchengladbach que conquistou seu 5º título na história do Campeonato Alemão.

## Premiação
| 1. Fußball-Bundesliga 1976-1977                 |
| Renânia do Norte-Vestfália                      |
| ----------------------------------------------- |
| BORUSSIA MÖNCHENGLADBACH Tricampeão (5º título) |